# Cléden-Poher

Cléden-Poher este o comună în departamentul Finistère, Franța. În 1 ianuarie 2022 avea o populație de 1.135 de locuitori.